# Список богомолів Іраку
У фауні Іраку відомо близько 15 видів богомолів. Богомоли поширені в основному в субтропічних та тропічних країнах з теплим кліматом, лише окремі види зустрічаються у помірному кліматі.

## Список видів
| Наукова назва, автор, рік опису                         | Таксономія             | Статус МСОП | Зображення | Зауваження щодо поширення |
| Amorphoscelis pantherina Roy, 1966                      | Родина Amorphoscelidae |             |            |                           |
| Microthespis dmitriewi Werner, 1908                     | Родина Mantidae        |             |            |                           |
| Mantis religiosa Linnaeus, 1758                         | Родина Mantidae        | LC          |            |                           |
| Empusa uvarovi Chopard, 1921                            | Родина емпузові        | -           |            |                           |
| Empusa fasciata Brullé, 1832                            | Родина емпузові        | -           |            |                           |
| Iris nana Uvarov, 1930                                  | Родина Tarachodidae    | -           |            |                           |
| Sphodromantis trimacula ((Saussure, 1870)               | Родина Mantidae        | —           |            |                           |
| Rivetina excellens Beier, 1956                          | Родина Mantidae        | —           |            |                           |
| Rivetina laticollis La Greca & Lombardo, 1982           | Родина Mantidae        | —           |            |                           |
| Rivetina syriaca mesopotamica La Greca & Lombardo, 1982 | Родина Mantidae        | —           |            |                           |
| Eremiaphila andresi Werner, 1910                        | Родина Eremiaphilidae  | —           |            |                           |
| Eremiaphila cerisy Lefebvre, 1835                       | Родина Eremiaphilidae  | —           |            |                           |
| Eremiaphila fraseri Uvarov, 1921                        | Родина Eremiaphilidae  | —           |            |                           |
| Eremiaphila persica persica Werner, 1905                | Родина Eremiaphilidae  | —           |            |                           |
| Eremiaphila turcica Westwood, 1889                      | Родина Eremiaphilidae  | —           |            |                           |